# 鄭惇典
鄭惇典（1533年—？），字君敕，福建福州府侯官縣人，軍籍，明朝政治人物。

## 生平
嘉靖三十七年（1558年）戊午科福建鄉試第六十六名舉人，四十一年（1562年）中式壬戌科會試第八十六名，二甲第十名進士。歷官无为州知州、刑部郎中，萬曆二年（1574年）任江西袁州府知府。

## 家族
曾祖鄭晅，封左長史；祖父鄭誾，左長史進階中憲大夫；父鄭元善，母張氏。慈侍下。兄鄭國興。